# NGC 4617
NGC 4617 ist eine Spiralgalaxie vom Hubble-Typ Sb im Sternbild Jagdhunde am Nordsternhimmel. Sie ist schätzungsweise 211 Millionen Lichtjahre von der Milchstraße entfernt und hat einen Durchmesser von etwa 180.000 Lichtjahren.
Die Supernovae SN 2005ab (Typ II) und SN 2007ss (Typ Ia) wurden hier beobachtet.
Das Objekt wurde am 9. Februar 1788 von William Herschel entdeckt.